# Ishida Ryotaro
Ryotaro Ishida (sinh ngày 13 tháng 12 năm 2001) là một cầu thủ bóng đá người Nhật Bản.

## Sự nghiệp câu lạc bộ
Ryotaro Ishida đã từng chơi cho Nagoya Grampus.